# Viimsi
Viimsi ist eine Landgemeinde im estnischen Kreis Harju mit einer Fläche von 72,8 km². Die Gemeinde liegt nordöstlich von Tallinn auf der Halbinsel Viimsi und ist benannt nach dem Hauptort Viimsi.

## Geographie
Es liegt an der Küste des Finnischen Meerbusens und zum Gebiet der Gemeinde gehören außerdem die Inseln Naissaar (1890 ha), Prangli (650 ha) und die kleineren Inseln Aksi, Tiirlood, Keri, Kräsuli, Seinakari, Kumbli und Pandju. Die Landschaft wird von Viimsi Lubjamägi (51 m ü. M.) illustriert, an dessen Grund sich die Teufelshöhle (unter Naturschutz) befindet. Der innere Teil der Halbinsel ist größtenteils bewaldet, die Siedlung liegt hauptsächlich an der Küste. Es gibt viele Felsbrocken, von denen der größte Kabelikivi (der zweitgrößte in Estland) in der Nähe des Hafens von Muuga ist. Der südöstliche Teil der Insel Prangli und der Insel Aksi bilden das Prangli-Landschaftsreservat. In der Gemeinde Viimsi befindet sich eine geschützte Scheune (3,6 ha) zwischen dem Landschaftsschutzgebiet Haabneeme Klint und dem Meer sowie der kleinen Stadt Haabneeme. Das Rittergut von Viimsi (deutsch Wiems) ist von einem geschützten Park (13,3 ha) umgeben. Von den 5 Bäumen, die von der ländlichen Gemeinde geschützt werden, ist die Eiche (Umfang 4,4 m; Dorf Randvere) der mächtigste. Das Verwaltungsgebiet der Gemeinde ist der Naturpark Naissaare.
Das staatliche Waldland wird vom Waldbezirk Viimsi im Kreis Harju verwaltet.
Die Landschaft um die Halbinsel Viimsi, die malerische Ostsee-Küste und die zahlreichen Häfen laden viele Seeliebhaber zum Besuch der Gemeinde ein.

## Geschichte
1866 wurde auf der Grundlage des Rittergutes Viimsi eine eigene ländliche Gemeinde gegründet, deren Aufgabe es war, die Schule, das Gericht und die Erfüllung bestimmter staatlicher Verpflichtungen zu organisieren. Zu dieser Zeit waren die ländlichen Gemeinden keine territorialen, sondern staatliche Kommunalverwaltungen, und die Macht der ländlichen Gemeinde galt nur für die Bauern, ohne Einfluss auf die Adligen, Beamten, Kirchenfiguren und andere. 1891 fand die Reform der lokalen Regierung statt und die lokale Gemeinde wurde mit den ländlichen Gemeinden Nehatu und Maardu zusammengelegt. Bereits 1917 wandten sich die Einheimischen an die Regierung mit der Bitte, die Gemeinde Viimsi wieder zu trennen. Die Schaffung einer neuen ländlichen Gemeinde wurde bereits während der Zeit der Republik Estland erreicht, als am 11. Mai 1919 eine territoriale Selbstverwaltung gebildet wurde – die ländliche Gemeinde Viimsi. Die ländliche Gemeinde Viimsi bestand als solche bis 1939, als sie infolge einer weiteren Reform mit der ländlichen Gemeinde Iru zusammengelegt wurde. Während der Sowjetzeit war hier der Viimsi-Dorfrat tätig, der am 20. Dezember 1990 die Rechte der Gemeinde wiedererlangte. Der 11. Mai 1919 gilt als Jahrestag der Gründung der Gemeinde Viimsi.

### Militärgeschichte
Viimsi war historisch gesehen in der Nähe strategisch wichtiger militärischer Punkte – Tallinn liegt direkt nebenan. In enger Beziehung zu letzterem war Aegna im Mittelalter auch ein berüchtigtes Piratennest. 1726 begannen unter dem Russischen Kaiserreich große Bauarbeiten, als auf beiden Seiten des Finnischen Meerbusens Suchscheinwerfer gebaut wurden. Am bekanntesten ist jedoch das zu Beginn des 20. Jahrhunderts eingerichtete Seefestung Imperator Peter der Große, von dem sich mehrere Punkte auf dem Gebiet der Gemeinde Viimsi befanden. Die bekanntesten sind die Küstenschutzbatterien von Naissaar, aber die Batterie befand sich auch in Miiduranna, neben der ein Teil des ehemaligen Suchscheinwerfer erhalten geblieben ist. Während der Republik Estland wurden zaristische Küstenbefestigungsanlage teilweise wiederverwendet. Die Sowjetzeit führte jedoch zu einer besonders starken Militarisierung von Viimsi. Im Herrenhaus von Viimsi wurde ein Radaranlage gebaut, in Rohuneeme befand sich eine Raketenstartplatz, und für die Einreise in die Halbinsel musste eine Genehmigung für die Grenzbefestigung Zone eingereicht werden. Heute erinnert das Estnische Kriegsmuseum im Viimsi Herrenhaus an die frühere militärische Bedeutung von Viimsi.

### Eingemeindungen
Mehrere ehemalige Häuschen sind zu Wohngebieten von Tallinn geworden.
Landgemeinde hat 10.830 Einwohner (Stand: 1. Januar 2005).
| Dorf       | Einwohner (2005) |
| ---------- | ---------------- |
| Viimsi     | 2338             |
| Haabneeme  | 3163             |
| Leppneeme  | 309              |
| Lubja      | 467              |
| Laiaküla   | 191              |
| Miiduranna | 466              |
| Muuga      | 307              |
| Pringi     | 878              |
| Pärnamäe   | 438              |
| Püünsi     | 1033             |
| Randvere   | 879              |
| Rohuneeme  | 438              |
| Tammneeme  | 337              |
| Äigrumäe   | 122              |
| Kelvingi   | 389              |
| Metsakasti | 314              |
| Naissaare  | 10               |

### Einwohnerentwicklung
| Jahr | Geschätzte Bevölkerung Ab dem 1. Januar laut Statistik Estland | Geschätzte Bevölkerung (einschließlich Migration) ab dem 1. Januar laut Statistik Estland | laut Bevölkerungsregister |
| ---- | -------------------------------------------------------------- | ----------------------------------------------------------------------------------------- | ------------------------- |
| 2001 | 8012                                                           | 8057                                                                                      | 5758                      |
| 2002 | 8049                                                           | 9392                                                                                      | 7424                      |
| 2003 | 8134                                                           | 10 660                                                                                    | 9253                      |
| 2004 | 8209                                                           | 11 257                                                                                    | 9961                      |
| 2005 | 8409                                                           | 12 022                                                                                    | 10 830                    |
| 2006 | 8541                                                           | 13 522                                                                                    | 12 403                    |
| 2007 | 8541                                                           | 14 743                                                                                    | 13 570                    |
| 2008 | 8705                                                           | 15 876                                                                                    | 14 764                    |
| 2009 | 8868                                                           | 16 593                                                                                    | 15 552                    |
| 2010 | 9070                                                           | 17 229                                                                                    | 16 232                    |
| 2011 | 20 010                                                         |                                                                                           | 16 798                    |
| 2012 |                                                                |                                                                                           | 17 289                    |
| 2013 |                                                                |                                                                                           | 17 673                    |
| 2014 |                                                                |                                                                                           | 17 934                    |
| 2015 |                                                                |                                                                                           | 18 163                    |
| 2016 |                                                                |                                                                                           | 18 428                    |
| 2017 |                                                                |                                                                                           | 19 042                    |
| 2018 |                                                                |                                                                                           | 19 782                    |
| 2019 |                                                                |                                                                                           | 20 580                    |

## Religionen
Es besteht eine altgläubige, eine orthodoxe und eine lutherische Kirchengemeinde. In der Gemeinde sind die Gemeinden Viimsi St. James und Randvere der estnischen evangelisch-lutherischen Kirche und der Freien Evangelisch-Christlichen Kongregation (Haabneeme) tätig. Es gibt eine Kapelle auf Prangli Island und Naissaar (in Restaurierung).

## Politik

### Kommunalpolitik

#### Gemeinderat
Der Gemeinderat ist die kommunale Volksvertretung der Gemeinde Viimsi. Über die Zusammensetzung entscheiden die Bürger alle vier Jahre. Die letzte Wahl fand am 15. Oktober 2017 statt. Die für die Estnische Reformpartei, Sozialdemokratische Partei und die Wahlbündnis "Rannarahvas" gewählten Ratsmitglieder haben sich als Die Fraktion zusammengeschlossen, ein für die Estnische konservative Volkspartei gewählte Mitglied ist fraktionslos. Die Estnische Zentrumspartei und „Vaterland“  kooperieren in einer Ampelkoalition.

### Vorsitzender des Gemeinderats 1990–2005
- 20.12.1990 – 28.10.1993 Ants-Hembo Lindemann
- 28.10.1993 – 12.11.1996 Hillar Pappel
- 12.11.1996 – 07.12.1998 Aado Vahtra
- 08.12.1998 – 01.11.1999 Kalev Villem
- 02.11.1999 – 13.11.2005 Madis Saretok

### Vorsitzender des Gemeinderats 2005–2014
- 18.11.2005 – 28.01.2013 Aarne Jõgimaa
- 05.11.2013 – 30.06.2014 Ain Pinnonen
- 01.07.2014 – 01.09.2014 Priit Robas
- 01.07.2014 – 01.09.2014 Jan Trei

### Vorsitzender des Gemeinderats seit 2014
- 02.09.2014 – 26.05.2015 Priit Robas
- 27.05.2015 – 17.02.2016 Mailis Alt (RE)
- 18.02.2016 – 12.06.2017 Toomas Tõniste (IRL)
- 20.06.2017 – 15.10.2017 Mari-Ann Kelam (IRL), stellvertretender Vorsitzender Ain Pinnonen (SDE)
- Seit 31. Oktober 2017: Taavi Kotka (RE)

### Bürgermeister der ländlichen Gemeinde 1990–2005
- 20.12.1990 – 20.06.1995 Ants-Hambo Lindemann
- 16.08.1995 – 29.10.1996 Lembit Aulas
- 30.10.1996 – 12.11.2002 Kaido Metsma
- 13.11.2002 – 28.11.2005 Enn Sau

### Bürgermeister der ländlichen Gemeinde 2005–2014
- 29.11.2005 – 18.08.2008 Urmas Arumäe
- 09.09.2008 – 11.11.2013 Haldo Oravas
- 12.11.2013 – 12.05.2014 Alvar Ild
- 13.05.2014 – 25.06.2014 Jan Trei
- 01.07.2014 – 01.09.2014 Andres Kaarmann

### Bürgermeister der ländlichen Gemeinde seit 2014
- 02.09.2014 – 22.05.2015 Jan Trei (IRL)
- 27.05.2015 – 16.01.2017 Alvar Ild (SDE)
- 17.01.2017 – 06.11.2017 Rein Loik
- 07.11.2017 – 11.02.2019 Siim Kallas (RE)
- 12.02.2019 – 10.12.2019Laine Randjärv (RE)
- Seit 14. Januar 2020: Siim Kallas (RE), Illar Lemetti

## Städtepartnerschaften
Die ländliche Gemeinde Viimsi hat die folgenden Partnerstädte und ländlichen Gemeinden außerhalb Estlands:
- Barleben, Deutschland
- Porvoo, Finnland
- Ski, Norwegen
- Sulejówek, Polen
- Täby, Schweden
- Ramat Yishai, Israel

## Wirtschaft und Infrastruktur
Häfen (Muuga und Miiduranna) und Handelsaktivitäten sind wichtig für das Geschäft.

## Sehenswürdigkeiten

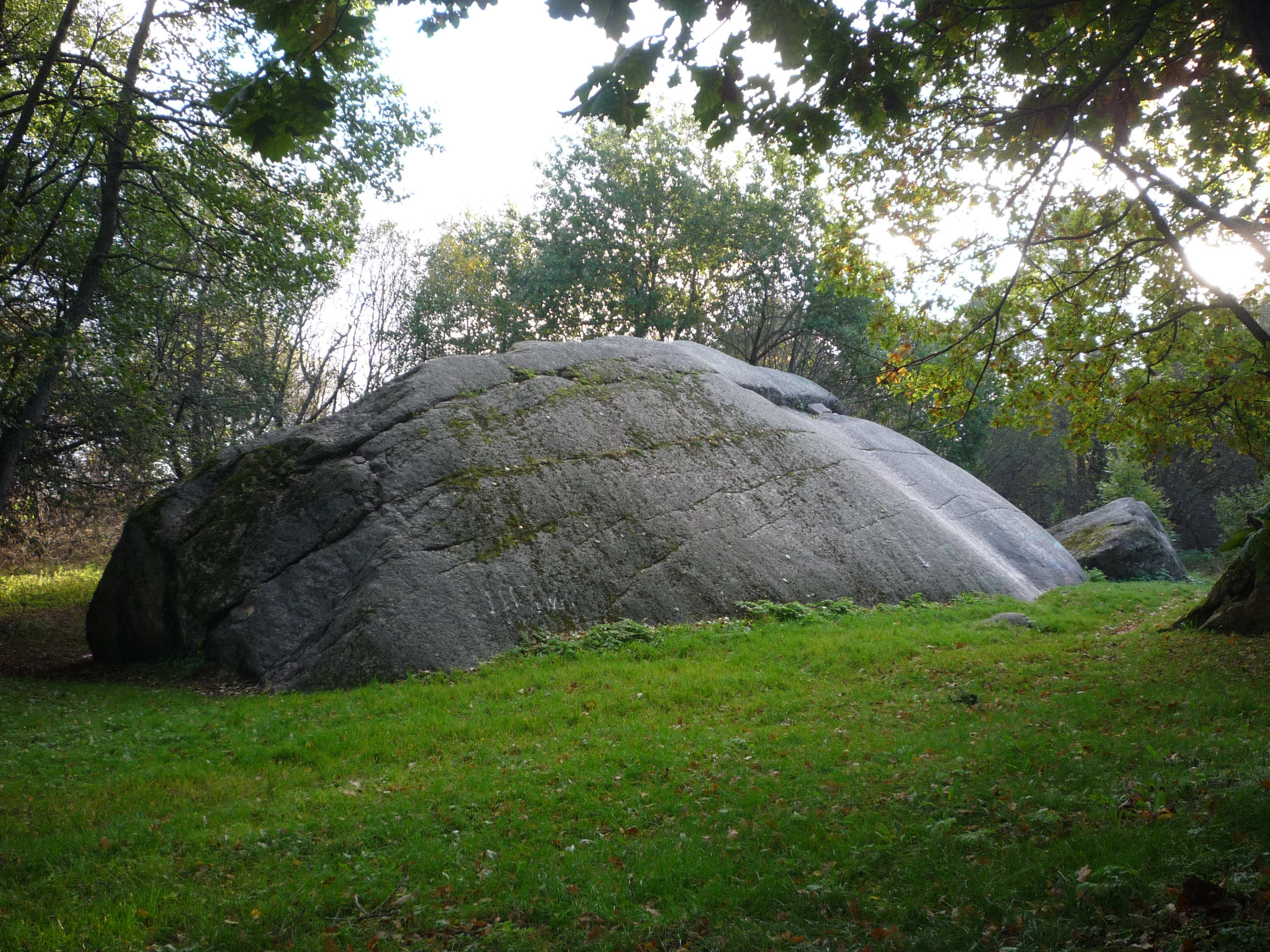
Kapellenstein

Der Kabelikivi (auch Muuga Kabelikivi, Muuga Liukivi – dt. Kapellenstein) ist der zweitgrößte Findling (estnisch Hiidrahn) Estlands in der Nähe des Hafens von Muuga in Viimsi. 

## Bildung und Forschung
Viimsi hat eine Bibliothek, ein Hobbyzentrum, eine Apotheke, ein Krankenhaus und ein Kriegsmuseum. Die "Secondary School", die Musikschule und die Kunstschule befinden sich im Nachbardorf Haabneeme. Püünsi und Prangli Island haben eine Grundschule, Prangli hat auch eine Bibliothek und ein Gemeindezentrum. Das Freilichtmuseum Viimsi befindet sich im Dorf Pringi.